# Divize D 2000/2001
V soubojích 36. ročníku Moravskoslezské divize D 2000/01 (jedna ze skupin 4. fotbalové ligy) se utkalo 16 týmů každý s každým dvoukolovým systémem podzim–jaro. Tento ročník odstartoval v sobotu 29. července 2000 a skončil v neděli 17. června 2001.

## Nové týmy v sezoně 2000/01
- Z MSFL 1999/00 sestoupilo do Divize D mužstvo FC Zeman Brno, které následně fúzovalo s mužstvem FC Sparta Brno (v sezoně 1999/00 hrálo v Jihomoravském župním přeboru), pod jehož názvem ročník absolvoval.
- Z Divize E 1999/00 přešlo mužstvo SK Hanácká Slavia Kroměříž.
- Z Jihomoravského župního přeboru 1999/00 postoupilo vítězné mužstvo FC Slavia Třebíč.
- Ze Středomoravského župního přeboru 1999/00 postoupilo vítězné mužstvo SK VTJ Spartak Hulín.

## Kluby podle žup
- Jihomoravská (9): 1. SC Znojmo, FC Sparta Brno, TJ Slovan Břeclav, FC Dosta Bystrc-Kníničky, ČAFC Židenice Brno, SK Slavkov u Brna, FC Slavia Třebíč, TJ BOPO Třebíč, TJ Svitavy.
- Středomoravská (7): SK Hanácká Slavia Kroměříž, SK VTJ Spartak Hulín, FK Svit Zlín „B“, TJ FS Napajedla, FC TVD Slavičín,  Slušovice, TJ Dolní Němčí.

## Konečná tabulka
Zdroj: 
| Poř. | Tým                        | Z  | V  | R  | P  | VG | OG | B  |
| ---- | -------------------------- | -- | -- | -- | -- | -- | -- | -- |
| 1.   | SK Hanácká Slavia Kroměříž | 30 | 23 | 4  | 3  | 75 | 24 | 73 |
| 2.   | SK VTJ Spartak Hulín (N)   | 30 | 20 | 3  | 7  | 62 | 29 | 63 |
| 3.   | 1. SC Znojmo               | 30 | 19 | 5  | 6  | 57 | 34 | 62 |
| 4.   | FC Slavia Třebíč (N)       | 30 | 14 | 9  | 7  | 49 | 35 | 51 |
| 5.   | FK Svit Zlín „B“           | 30 | 14 | 5  | 11 | 56 | 38 | 47 |
| 6.   | TJ FS Napajedla            | 30 | 12 | 8  | 10 | 53 | 41 | 44 |
| 7.   | FC TVD Slavičín            | 30 | 13 | 3  | 14 | 49 | 51 | 42 |
| 8.   | FC Sparta Brno (S/N)       | 30 | 10 | 9  | 11 | 46 | 50 | 39 |
| 9.   | FC Slušovice               | 30 | 9  | 11 | 10 | 37 | 42 | 38 |
| 10.  | TJ Slovan Břeclav          | 30 | 9  | 10 | 11 | 39 | 38 | 37 |
| 11.  | FC Dosta Bystrc-Kníničky   | 30 | 11 | 4  | 15 | 36 | 67 | 37 |
| 12.  | TJ Svitavy                 | 30 | 9  | 7  | 14 | 29 | 38 | 34 |
| 13.  | TJ Dolní Němčí             | 30 | 8  | 10 | 12 | 44 | 65 | 34 |
| 14.  | TJ BOPO Třebíč             | 30 | 9  | 5  | 16 | 36 | 47 | 32 |
| 15.  | ČAFC Židenice Brno         | 30 | 5  | 7  | 18 | 29 | 60 | 22 |
| 16.  | SK Slavkov u Brna          | 30 | 2  | 6  | 22 | 26 | 64 | 12 |

Poznámky:
- Z = Odehrané zápasy; V = Vítězství; R = Remízy; P = Prohry; VG = Vstřelené góly; OG = Obdržené góly; B = Body; (S) = Mužstvo sestoupivší z vyšší soutěže; (N) = Mužstvo postoupivší z nižší soutěže (nováček)
- Během podzimní přestávky došlo k přejmenování klubu Fotbal Znojmo na 1. SC Znojmo.
- O pořadí na 10. a 11. místě rozhodla bilance vzájemných zápasů: Břeclav – Bystrc 2:0, Bystrc – Břeclav 0:3[2]
- O pořadí na 12. a 13. místě rozhodla bilance vzájemných zápasů: Svitavy – Dolní Němčí 3:0, Dolní Němčí – Svitavy 1:0[2]

|  | Postup do MSFL 2001/02                                    |
|  | Sestup do Jihomoravského župního přeboru 2001/02          |
|  | Přihláška do I. A třídy Jihomoravské župy – sk. B 2001/02 |